# 細胞週期檢查點
細胞週期檢查點（英語：Cell cycle checkpoint）是細胞週期的一個調控機制。當細胞正常生長或者受到外來壓力時都會決定是否進入下一個期。正常的細胞週期有三個檢查點：在G1期和S期間有一個檢查點，這個檢查點在動物細胞稱為Restriction point，在酵母菌稱為Start。這個檢查點檢查細胞是否生長足夠適合進行染色體複製或者是否離開細胞週期進入休止期(G0期)；在G2期和M期間有一個檢查點檢查所有染色體是否已被複製；在有絲分裂中有一個檢查點(Spindle checkpoint)檢查是否所有紡錘體已經跟染色體接上，再繼續有絲分裂。
外來壓力（例如基因損害）都會激活檢查點。細胞會停止進入下一期將基因修復：修復成功後進入下一期，修復失敗則會啟動細胞凋亡機制自毁,避免將受損基因帶到下一個子代。